# ساندرو تسيلر
ساندرو تسيلر هو سائق سيارة سباق سويسري، ولد في 16 نوفمبر 1991 في أوستر في سويسرا.

## وصلات خارجية
- ساندرو زيلر على موقع DriverDB.com (الإنجليزية)